# Gransimpatico
Gransimpatico è stato un programma televisivo italiano di genere varietà, in onda nel 1983 su Rai 2 per quattro puntate.

## Il programma
Il programma vedeva il cantautore e attore Enzo Jannacci interagire con il cast e gli ospiti in studio, intervenendo non di rado, come vero e proprio disturbatore dei numeri musicali e dei momenti comici del programma. Massimo Boldi e Teo Teocoli animavano gli spazi comici della trasmissione, con la vena surreale tipica che li contraddistingueva. 
Nel cast fisso erano presenti in qualità di show girls, Maria Teresa Ruta  e Josy Nowack. Ospiti ricorrenti del programma, furono Dario Fo, Giorgio Gaber e Paolo Conte. 

## Cast tecnico
- Regia: Franco Campigotto
- Autori: Enzo Jannacci, Ranuccio Sodi, Romano Frassa
- Musiche e direzione musicale: Nando De Luca
- Sigla iniziale: Obbligatorio (Castellano-Pipolo-Canfora), interpretata da Enzo Jannacci